# Matty Crowell
Matthew Thomas „Matty“ Crowell  (* 3. Juli 1984 in Bridgend) ist ein walisischer Fußballspieler.

## Vereinskarriere
Crowell galt als eines der größten walisischen Talente seines Jahrgangs und spielte in der Jugendabteilung des Swansea City, bevor er im Sommer 2000 von Malcolm Elias, dem vormaligen Leiter des Nachwuchszentrums von Swansea City, zum FC Southampton gelotst wurde. Southampton musste für den Wechsel auf Anordnung der Football League eine Entschädigung von £100.000 zahlen, im Falle von Einsätzen im Profiteam hätte sich diese Summe auf bis zu £500.000 erhöhen können. Crowell erhielt kurz nach seinem 17. Geburtstag einen Profivertrag bei Southampton, schaffte den Durchbruch im Profiteam aber nicht und blieb bis zu seinem Abgang im Sommer 2003 ohne Pflichtspiel für die 1. Mannschaft. Nach einem Probetraining bei den Bristol Rovers kehrte er nach Wales zurück und schloss sich dem im englischen Ligasystem aktiven AFC Wrexham an, der zum damaligen Zeitpunkt in der drittklassigen Football League Second Division antrat.
Nach seinem Ligadebüt für Wrexham im August 2003, begann er sich ab März 2004 in der Mannschaft zu etablieren, eine Entwicklung, die durch eine in der Saisonvorbereitung erlittene Knöchelverletzung zunächst unterbrochen wurde. Erst in der Rückrunde der Saison 2004/05 gehörte er wieder zum Stammpersonal und gewann mit dem Team durch einen 2:0-Erfolg nach Verlängerung über Southend United die Football League Trophy. Bereits zu diesem Zeitpunkt befand sich Wrexham in ernsten finanziellen Schwierigkeiten und musste schließlich ein Insolvenzverfahren beantragen, für das dem Klub zehn Punkte abgezogen wurden, die schließlich am Saisonende zum Klassenerhalt fehlten.
Auch die Saison 2005/06 in der Football League Two begann für Crowell mit Verletzungsproblemen, eine Knieverletzung ließ erst Ende Oktober sein Saisondebüt zu, nachdem er sich erneut als zweikampfstarker Spieler im zentralen Mittelfeld von Wrexham festsetzte. Nachdem er im November 2006 seinen Stammplatz verloren hatte verletzte er sich Anfang Januar erneut am Knie und konnte in der Rückrunde nicht mitwirken. Sein auslaufender Vertrag wurde von Trainer Brian Carey um sechs Monate bis Jahresende 2007 verlängert, um Crowell die Chance zu geben seine Form und Fitness unter Beweis zu stellen. Zwar kam er in den folgenden Monaten zu 15 Ligaeinsätzen, Careys Nachfolger Brian Little unterbreitete Crowell allerdings kein neues Vertragsangebot mehr und so endete seine Zeit bei Wrexham nach 107 Einsätzen und fünf Toren im Dezember 2007.
Einen neuen Verein fand er im Januar 2008 mit dem Fünftligisten Northwich Victoria. In 18 Monaten absolvierte Crowell 56 Ligaeinsätze und wurde 2008/09 mannschaftsintern als Spieler des Jahres ausgezeichnet, verließ aber anschließend den finanziell angeschlagenen Klub. In der Sommerpause absolvierte er ein Probetraining in Australien bei den Central Coast Mariners, ein Vertrag kam allerdings wegen vertraglichen Verpflichtungen Crowells mit dem FC Altrincham zunächst nicht zustanden. Erst nachdem er im September 2009 seinen Vertrag mit Altrincham wieder löste, war ein Wechsel in die australische A-League zu den Mariners möglich, die Crowell mit einem Ein-Jahres-Vertrag ausstatteten. Nach einer durchwachsenen Saison mit den Mariners, die den Einzug in die Play-offs verpassten, schloss er sich im Sommer 2010 wieder dem FC Altrincham an. Dort blieb er nur bis Oktober 2010 und spielte anschließend zum Jahreswechsel auf vertragsloser Basis für den FC Farnborough in der Conference South.
Im Juli 2011 fand Crowell mit Port Talbot Town in der League of Wales einen neuen Klub, im September 2011 wechselte er nach Galicien zum spanischen Viertligisten CD Ourense, kehrte aber im Juli 2012 zu Port Talbot Town zurück.

## Nationalmannschaft
Crowell spielte für die walisische Schülernationalmannschaft, war Kapitän der U-15-Landesauswahl und durchlief auch die weiteren Juniorennationalteams des walisischen Fußballverbandes. Im U-21-Nationalteam debütierte er im Oktober 2003 gegen Serbien-Montenegro, ein Jahr später erzielte er in seinem zweiten Einsatz den 1:0-Siegtreffer in der EM-Qualifikation gegen Aserbaidschan. Sein siebtes und letztes U-21-Länderspiel bestritt Crowell im Mai 2006 gegen Zypern.